# ميانك (مقاطعة كلاردشت)
ميانك (بالفارسية: میانک) هي قرية تقع في Kuhestan Rural District في إيران. يقدر عدد سكانها بـ 84 نسمة بحسب إحصاء 2016.